# Bolboschoenus grandispicus
Bolboschoenus grandispicus är en halvgräsart som först beskrevs av Ernst Gottlieb von Steudel, och fick sitt nu gällande namn av Lewej. och Wolfram Lobin. Bolboschoenus grandispicus ingår i släktet Bolboschoenus och familjen halvgräs. IUCN kategoriserar arten globalt som sårbar. Inga underarter finns listade i Catalogue of Life.